# Beregnungsmaschine

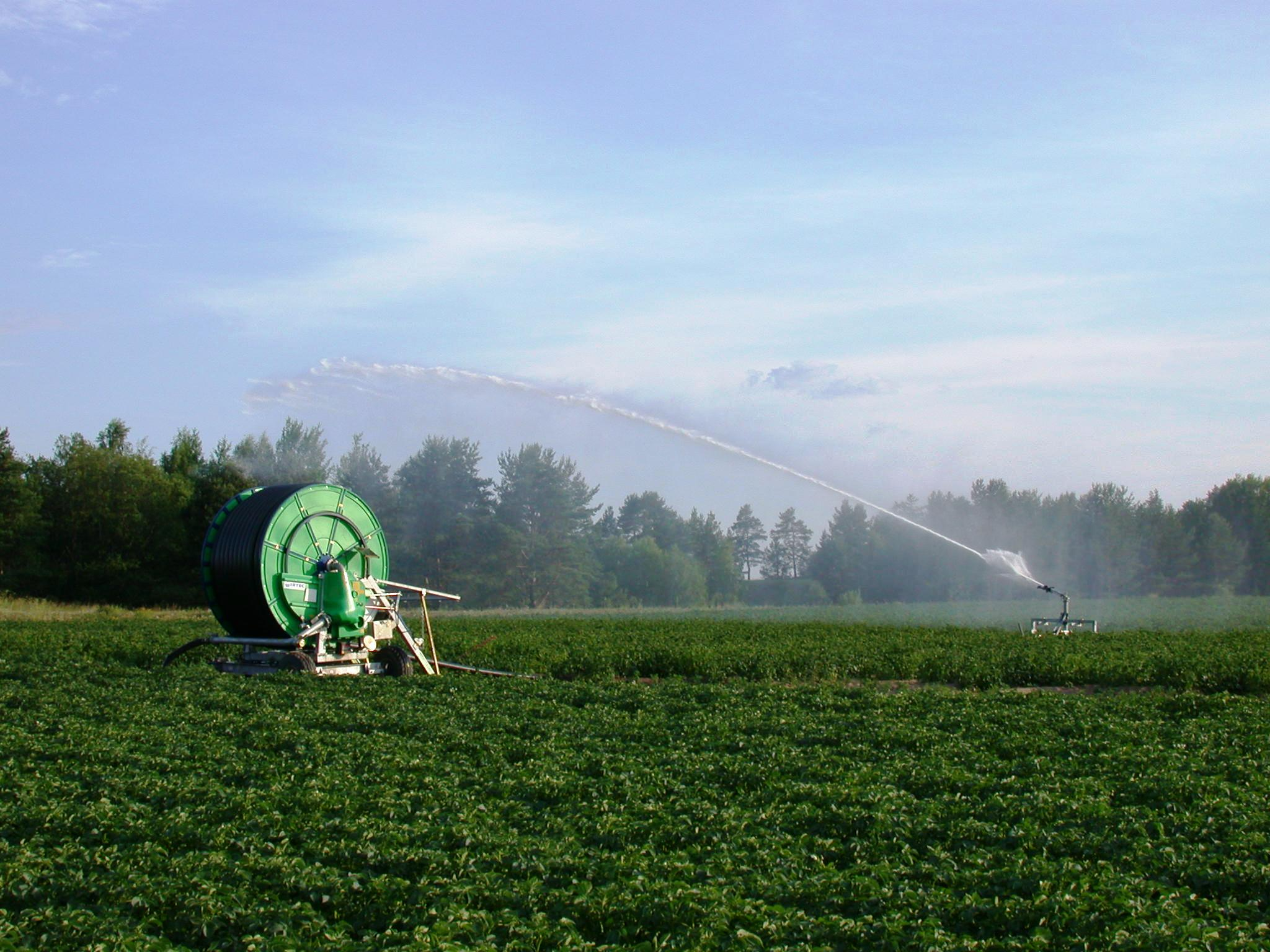
Beregnungsmaschine im Einsatz

Schematische Darstellung des Aufbaues einer Beregnungsmaschine mit separatem Regnerwagen

Eine Beregnungsmaschine ist eine in der Landwirtschaft und im Gartenbau eingesetzte Maschine zur künstlichen Beregnung größerer Freilandflächen. Die Beregnung kleiner Flächen wird im Artikel Sprinkler (Beregnung) ausgeführt.

## Aufbau und Funktionsprinzip

### Trommelregner
Bei den Trommelregner können zwei Grundbauarten unterschieden werden.
Bei der einen Bauart steht die Beregnungsmaschine am Feldrand, es wird nur der auf einem Fahrgestell montierte Regner über das Feld gezogen. Der Regnerwagen wird vor Beginn der Bewässerung mit Hilfe eines Traktors über das Feld zum anderen Feldrand gezogen und so zugleich das auf der Haspel [8] befindliche PE-Rohr (Zugschlauch) [4] in der erforderlichen Länge (bis zu 600 m) abgewickelt. Die Beregnungsmaschine selbst verbleibt an Ort und Stelle.
Mittels einer leistungsstarken Wasserpumpe wird sodann das Beregnungswasser aus dem Brunnen oder Wasserreservoir gefördert und unter Druck gesetzt. Das Wasser wird in der mittels ortsfester und/oder beweglicher Leitung auf der Druckseite der Pumpe angeschlossenen Beregnungsmaschine über eine Turbine [9] geleitet. Die Turbine treibt über ein Getriebe die Haspel an, welche mit dem Zugschlauch den Regnerwagen langsam über das Feld in Richtung Maschine zieht. Hierbei wird das Wasser, nachdem es die Turbine passiert hat, über die Nabe [7] in den Zugschlauch auf der Haspel geleitet. Von dieser aus strömt es durch den Zugschlauch (auch soweit er aufgewickelt ist) zum eigentlichen Regner, in dem es durch die Düse [1] verspritzt wird. Der erzeugte Wasserstrahl wird durch einen Ablenkhebel [2] periodisch gebrochen. Zum einen wird so der recht kompakte Wasserstrahl zur vollständigeren Verteilung über die zu beregnende Fläche zerteilt, zum anderen wird aber auch durch einen Mechanismus vom auf den Ablenkhebel auftreffenden Wasserstrahl die Wurfrichtung um einen gewissen Winkel über ein Kreissegment hin und her streichend verändert. Ferner trifft das Beregnungswasser nicht als harter Strahl, sondern in großen und kleinen Tropfen auf den Boden bzw. die Pflanzen und kann sich durch die größere Kontaktfläche mit der Luft auch ein wenig erwärmen.
Bei der anderen Bauart ist der Regner unmittelbar an der Beregnungsmaschine montiert, diese zieht sich mittels des an einer Feldseite fest verankerten PE-Rohres über das Feld.
Die Wurfweite des Regners ist vom Wasserdruck, der durch die Pumpe erzeugt wird, abhängig. Die Intensität, mit der das Feld beregnet wird, hängt vom Wasserdruck, dem Düsendurchmesser und der Einzugsgeschwindigkeit des Regnerwagens ab.

### Pivotregner
Beim Pivot-Beregnungssystem, das auch als Karussell- oder Kreisberegnungsbewässerung bezeichnet wird, handelt es sich um ein Bewässerungssystem, mit dem große Kreisförmige Flächen bewässert werden. Dazu werden Sprühdüsen auf einem rotierenden Träger benutzt.

## Bildergalerie

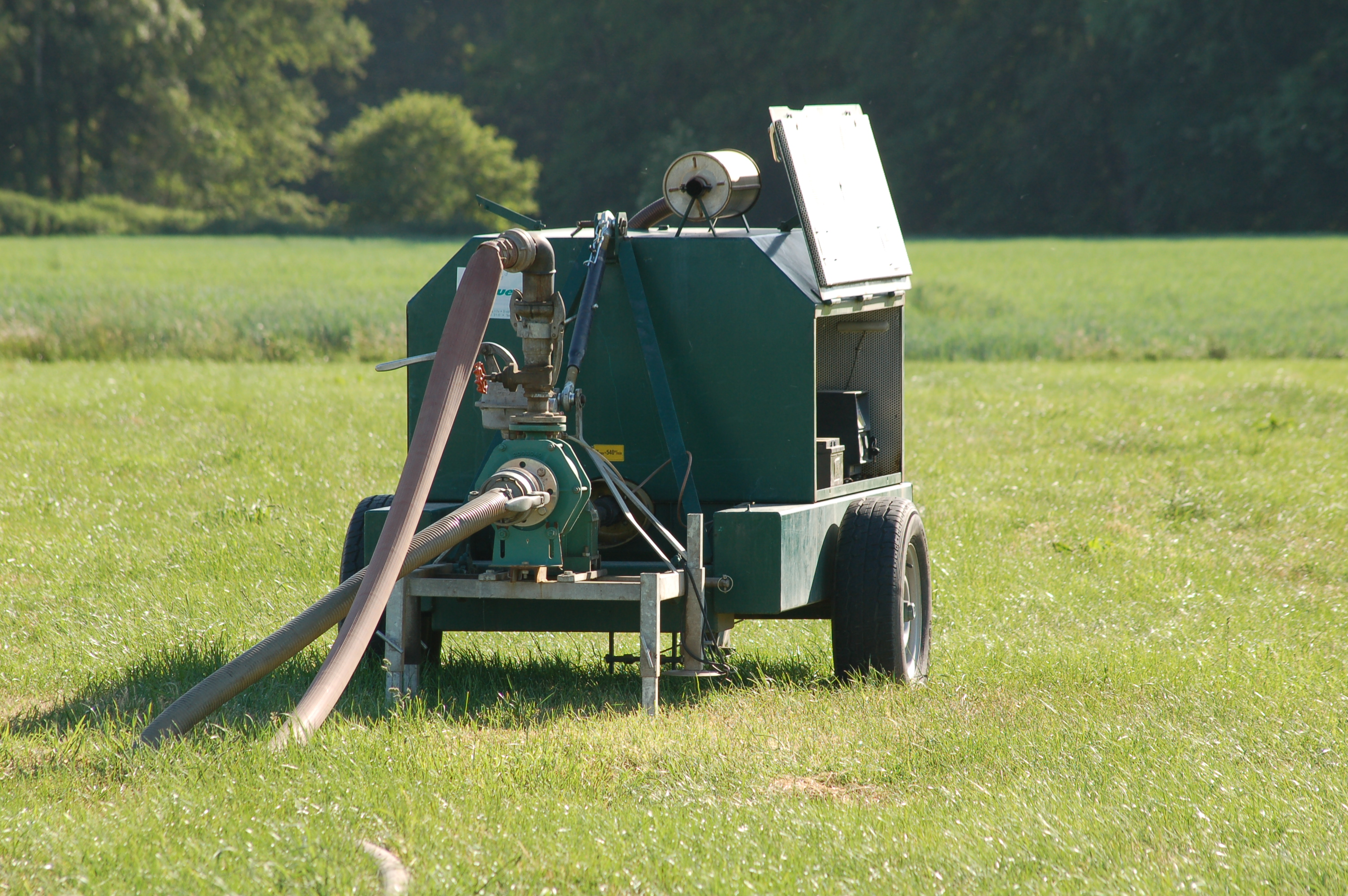
Pumpenaggregat mit Dieselmotor, gerippter Saugschlauch, textiler Druckschlauch
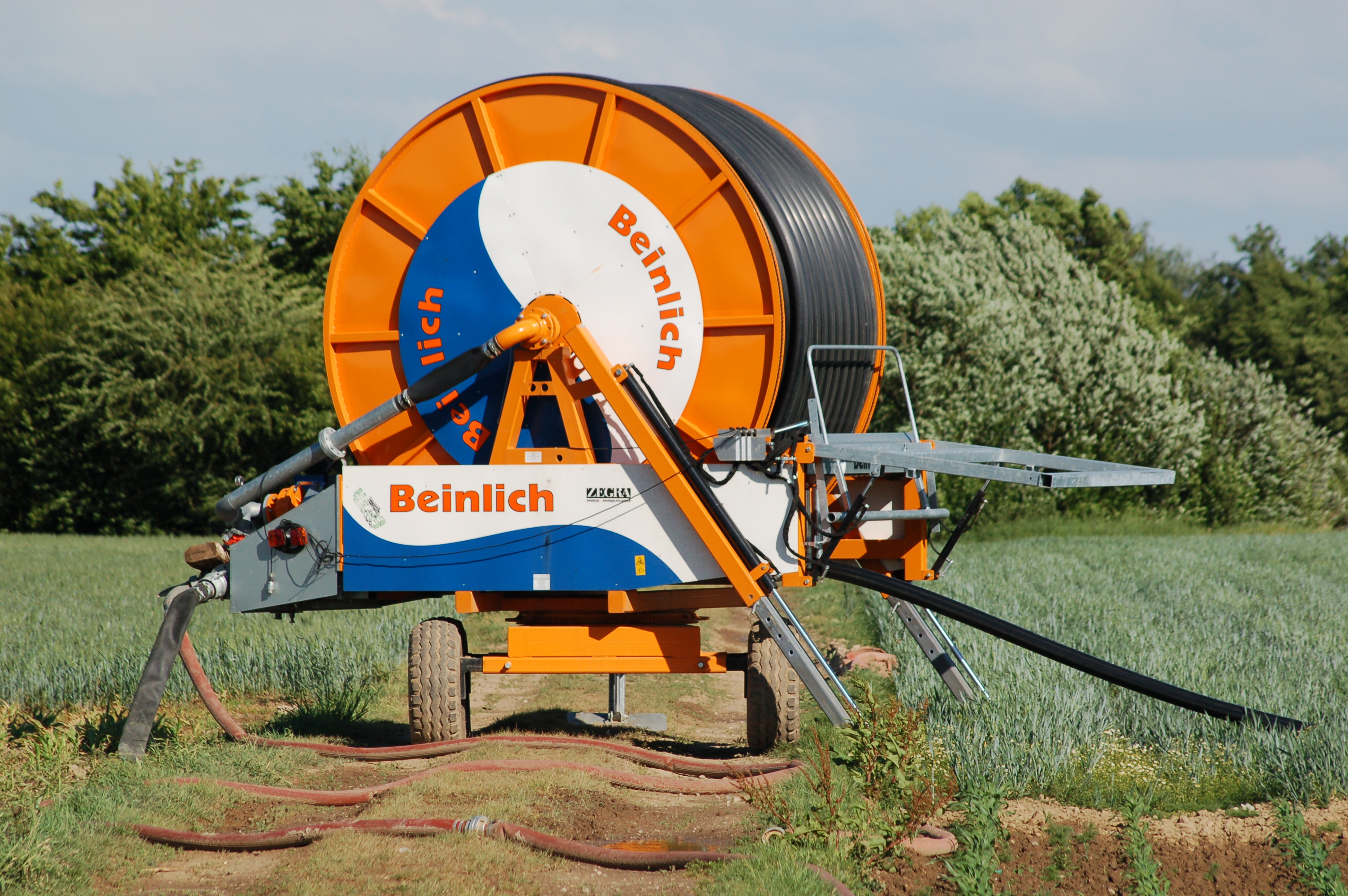
Haspelwagen
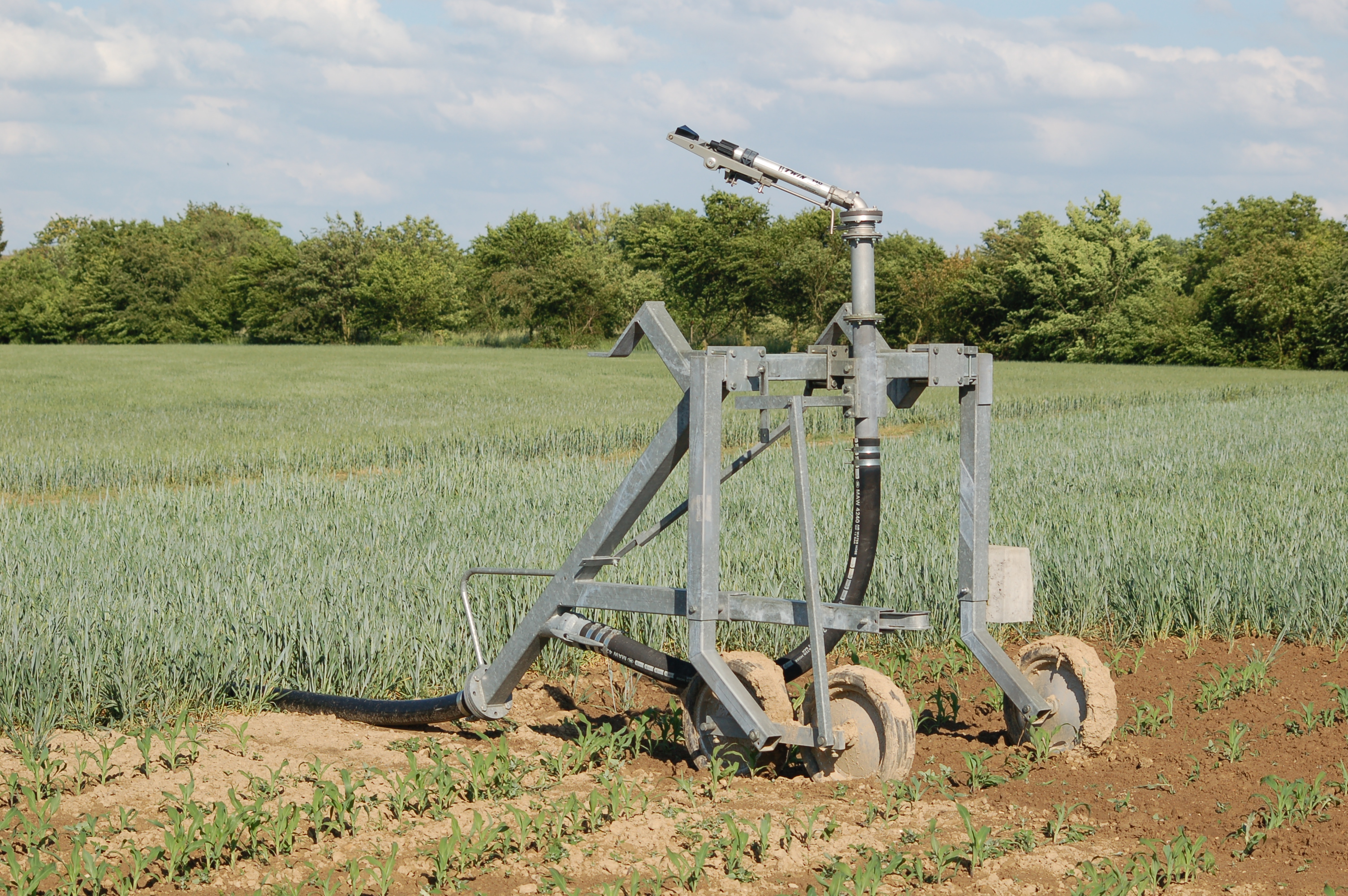
Regnerwägelchen mit Regenkanone
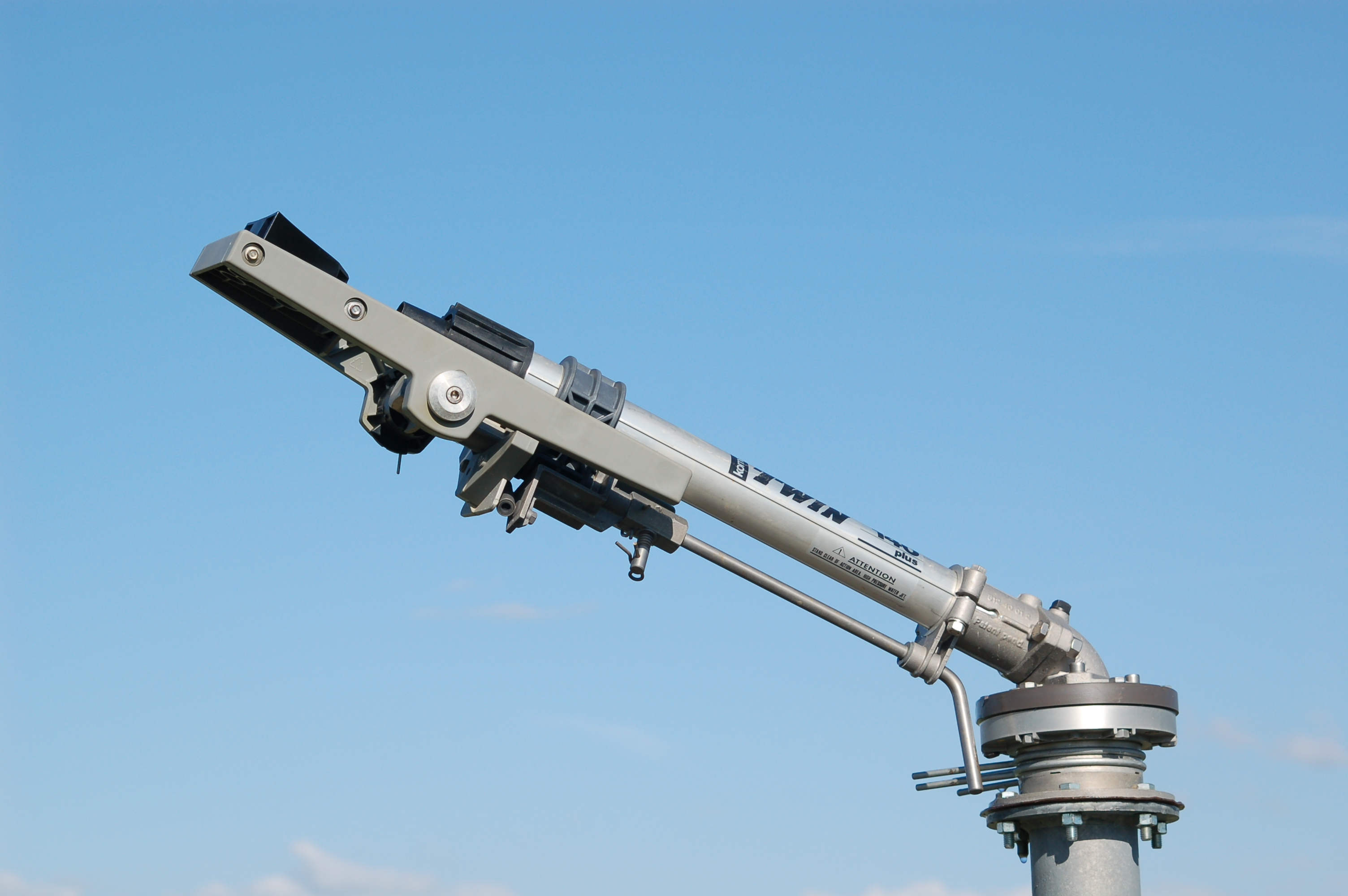
Die auf dem Regnerwägelchen montierte Regenkanone
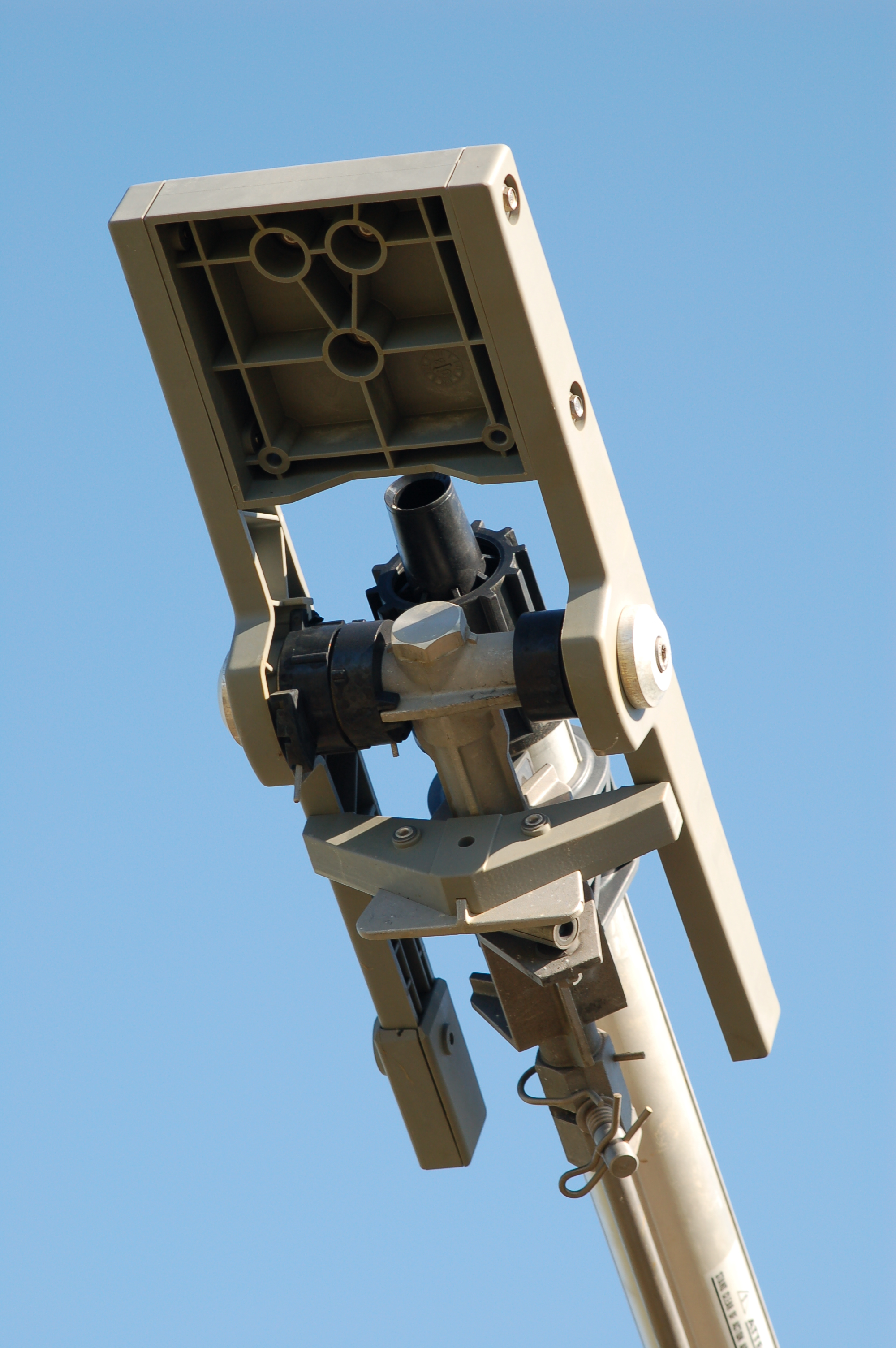
Detail der Regenkanone mit Düse und Ablenkmechanismus
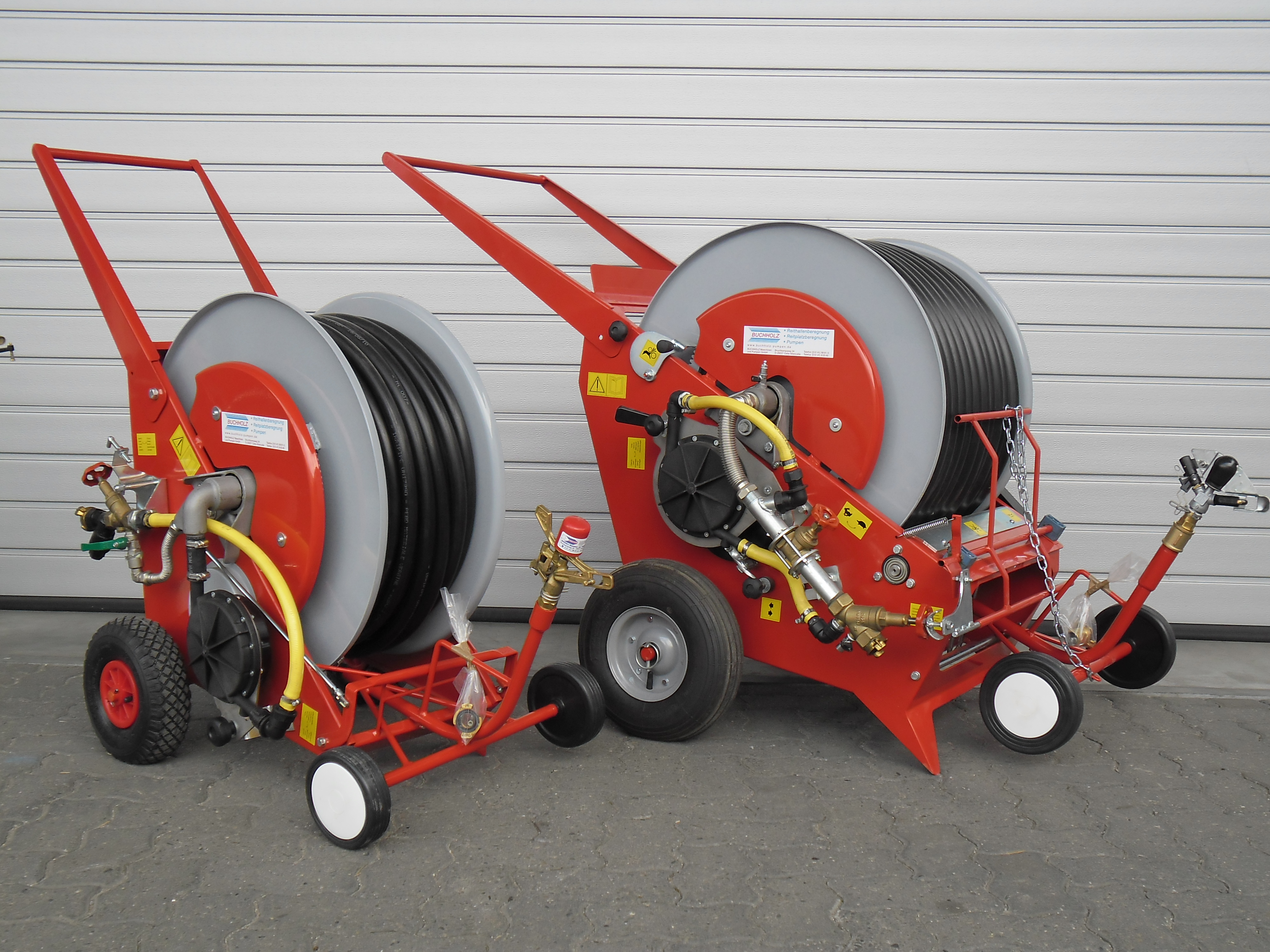
Kleinregengeräte
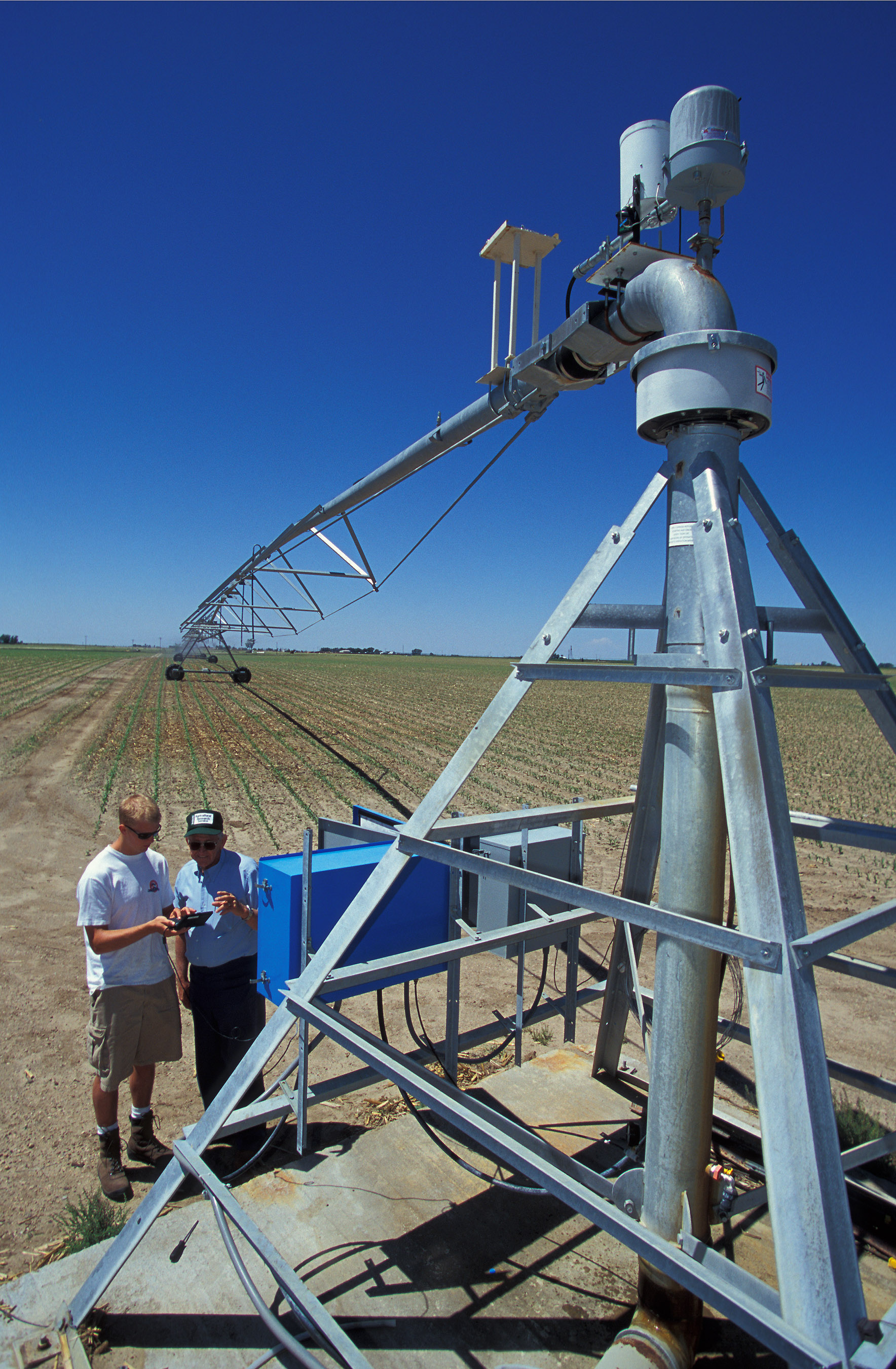
Pivot-Beregnungssystem